# Lumiracoxib
Lumiracoxib este un antiinflamator nesteroidian. Face parte din clasa coxibilor. A fost retras de pe piață în majoritatea țărilor.
Pe piață este comercializat sub denumirea de Prexige. A fost pus pe piață prima dată in 2003 , în Marea Britanie, fiind apoi autorizat în mai multe țări ale UE. Este indicat în ameliorarea simptomelor de osteortrită în doze de 100-200mg/zi și în tratamentul  pe termen scurt al durerii acute. Efectele secundare de natură gastrointestinală si cardiovasculară au fost investigate prin studiul TARGET. Studiul a fost realizat pe  18,325 pacienți, pacienți tratați cu lumiracoxib (400mg/zi), naproxen (2x500mg/zi) și ibuprofen (3x800 mg/zi). Rezultatele publicate în revista Lancet nu au evidențiat nici o deosebire între lumiracoxib și celelalte 2 antiinflamatoare în ceea ce privește riscul de inducere a infarctului de miocard.